# Ernesta
Ernesta – żeński odpowiednik imienia Ernest.
Ernesta imieniny obchodzi: 31 maja i 31 lipca.
Znane osoby noszące imię Ernesta:
- Antonina Ernesta Amalia Sachsen-Coburg-Saalfeld — niemiecka księżniczka z dynastii Sachsen-Coburg-Saalfeld, księżna Saksonii.